# Али, рули!
«Али, рули!» (англ. Stuber) — американский комедийный бадди-муви боевик Майкла Дауса 2019 года. В фильме приняли участие Кумэйл Нанджиани, Дейв Батиста, Ико Ювайс, Натали Моралес, Бетти Гилпин.
Мировая премьера фильма состоялась 13 марта 2019 года на фестивале South by Southwest. В широкий прокат фильм вышел 12 июля. Фильм был спродюсирован и выпущен компанией 20th Century Fox.
Оригинальное название фильма «Stuber» образовано путём слияния слов «Stu» (имя главного героя) и «Uber».

## Сюжет
Гангстер Ока Теджо во время побега от полиции убивает полицейского Сару Моррис. Её напарник Вик Мэннинг клянётся отомстить за неё. Проходит полгода и, поскольку подвижек насчёт Теджо от полиции нет, дело переходит к ФБР. Это неприятно для Вика, так как поимка этого преступника была для него делом чести. Поскольку Вик стареет и начинает плохо видеть, он решает сделать операцию на глазах. Дочь Николь устанавливает ему на телефон приложение Убер, чтобы отец мог пользоваться такси, пока зрение не восстановится после операции. Неожиданно Вик получает звонок с информацией, что Теджо наконец объявился и сегодня пройдёт сделка по продаже наркотиков. Вик тут же бросается к своей машине, однако ничего не видит и, в конце концов, ему всё же приходится вызвать Убер.
На вызов приезжает Стю Прасад. Стю работает в магазине спорттоваров, а по ночам и выходным подрабатывает таксистом. Ему нужны деньги, чтобы помочь Бэкке, девушке, которая ему нравится, с организацией бизнеса. Бэкка хочет открыть тренажёрный зал для женщин. Стю любит её, но рассказать ей о своих чувствах не может, к тому же молодой человек у неё уже есть. Именно в этот день Бэкка расстаётся со своим ухажёром и просит Стю побыть с ней. Это шанс для Стю рассказать ей о своих чувствах, но он никак не может отделаться от полицейского Вика, которого ему приходится возить по всему Лос-Анджелесу.
Сначала Стю везёт Вика в корейский квартал, затем они едут в мужской стриптиз-клуб в Комптоне, а потом на Лонг-Бич. Там Вик задерживает ключевого свидетеля по имени Амо Кортес и спасает питбультерьера, которому гангстеры скормили наркотики, чтобы скрыть улики. Стю случайно стреляет Кортесу в ногу, когда тот пытается убежать из такси. Все вместе затем они едут в ветеринарную клинику, где доктор Бранч зашивает преступнику рану. Там Вика находят головорезы, но ему при помощи Стю удаётся справиться с ними. Далее Вик и Стю едут в музей, где проходит выставка работ дочери Вика Николь. Он должен предупредить её, что ей угрожает опасность.
В конечном итоге Вик отправляется на место наркосделки с участием Теджо. Там он узнаёт, что его начальница Энджи Макгенри — продажный полицейский, которая пыталась подставить его. Вику при помощи Стю, а затем и подоспевшей Николь, удаётся справиться с бандитами. Проходит некоторое время. Бэкка открывает свой тренажёрный зал, но отношения со Стю у неё не развиваются, поскольку она относится к нему как к другу. Отношения у Стю начинаются с дочерью Вика Николь.

## В ролях
- Кумэйл Нанджиани — Стю Прасад
- Дейв Батиста — Виктор «Вик» Мэннинг
- Ико Ювайс — Ока Теджо
- Натали Моралес — Николь Мэннинг
- Бетти Гилпин — Бэкка
- Джимми Татро — Ричи Сандаски
- Мира Сорвино — капитан Энджи Макгенри
- Карен Гиллан — Сара Моррис
- Стив Хоуи — Феликс
- Эймин Джозеф — Леон
- Скотт Лоуренс — доктор Бранч
- Рене Моран — Амо Кортес

## Критика
Фильм получил смешанные отзывы. На сайте Rotten Tomatoes у него 41 % «свежести» на основе 215 рецензий, на сайте Metacritic у фильма 42 балла из 100 на основе 37 рецензий. Критики сошлись во мнении, что у фильма был большой потенциал, который не был до конца реализован.
Гленн Кенни, пишущий для RogerEbert.com, сказал: «Единственное, что хуже горячего мусора — это искусно вялая посредственность, и фильм слишком большую часть времени является именно таким». Питер Дебрюге из Variety дал фильму положительную рецензию и отметил, что «фильм показывает реальную физику перестрелок, автокатастроф и рукопашных схваток». Рецензент из The A.V. Club поставил фильму оценку «C-», назвав его «большой тратой таланта». 
Бюджет фильма составил $16 млн. В домашнем прокате фильм собрал $22 млн и ещё $10 млн в международном.